# 刘恩格
刘恩格（1888年—1950年代？），字鲤门，号怀园，奉天府遼陽人，中华民国政治人物。

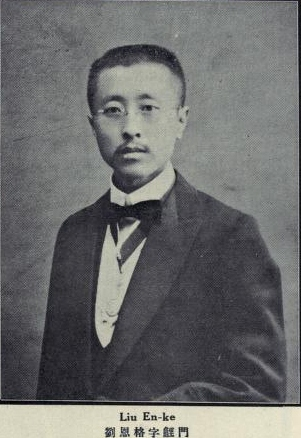
刘恩格

## 生平
刘恩格毕业于奉天法政学堂，后赴日本留学，多有译述。回国后曾任云南法政学堂教员。1912年，他任奉天提法司科员。 1913年，他代表奉天当选民元国会众议院议员，属于国民党，被选任为宪法起草委员会委员，却因嫌疑与李烈钧、黃兴讨袁军连繫，在北京被逮捕，押往天津拘禁，1914年4月才获得释放。
1914年初袁世凯解散国会后，他于同年改任奉天将军公署秘书，辅佐张作霖。1916年民元国会恢复，刘仍任众议院议员。1917年（民国6年）11月，他任中华民国临时参议院議員。1918年，刘恩格同王揖唐、王印川、郑万瞻等人共同创建安福俱乐部，同年8月在张作霖支持下他任安福国会衆議院副議長。1919年（民国8年），他成为南北议和中張作霖的代表。1921年（民国10年）10月，他任察哈爾特別区興和道道尹。1922年，国会恢复，他重任众议员。但在第一次直奉戰爭中奉系被打败，刘也被迫下野。
1932年（大同元年），劉恩格任满洲国立法院秘書長。1934年（康德元年）10月，立法院机能停止，为準備設立立法院而成立的秘書厅改組，院長趙欣伯辞任。此后，劉恩格继续任立法院秘書厅秘書長，成为立法機关首脑。以后，到满洲国灭亡，他一直在任这地位。满洲国灭亡后，移居天津。上世纪五十年代初期，于天津病故。

### 引用
1. ↑  .   [2018-12-06]. （原始内容存档于2019-06-08）.
2. ↑  . 神州日報 (上海). 1913-11-06.
3. ↑  . 神州日報 (上海). 1914-05-14. 查議員趙世鈺、丁象謙、高蔭藻、張我華、劉恩格等……嫌疑逮捕，前押天津多日……尚無居心背叛之實據……該五人應即銷案，聽其各謀生業……四月二十四日
4. 1 2 3 4  徐主編（2007），2488頁。
5. ↑  外务省情报部（1928），326页。
6. ↑  参阅徐主编（2007），2488页。外务省情报部编（1928）作在1916年6月。
7. ↑  中国党派社团辞典，北京：中共党史资料出版社，1989年，第47页
8. ↑  外务省情报部（1928），326—327页。
9. ↑  刘等编（1995）。